# Endless Forms Most Beautiful
Endless Forms Most Beautiful je osmé studiové album finské symfonic power metalové skupiny Nightwish. Album bylo vydáno 27. března 2015 v Evropě a Argentině prostřednictvím vydavatelství Nuclear Blast; 30. března ve Spojeném království a 31. března v USA.
Jedná se o první album, na kterém se představila zpěvačka Floor Jansen, stejně jako Troy Donockley který se na albu představí jako plnohodnotný člen. Se skupinou spolupracoval už na albech Dark Passion Play a Imaginaerum, kde obstarával různé nástroje (flétny, dudy atd.) a bylo jej možné slyšet i zpívat. Je to také první album, které nenabubnoval Jukka Nevalainen. Kvůli zdravotním potížím se spaním si dal pauzu na dobu neurčitou. Celé album tedy nabubnoval Jukkův blízký přítel Kai Hahto, který mimo jiné působí ve skupinách Wintersun a Swallow The Sun. Jelikož je na album oficiálně uvedeno stabilních členů pět, kapela vyvrací fámy že, by na albu kdokoliv chyběl. A přesto její složení je uváděno jako sextet.
První singl s názvem Élan byl uveřejněn již 9. února. Tedy čtyři dny před oficiálním uvedením, 13. února.

## Vznik a koncept alba
Album bylo inspirováno prací přírodovědce Charlese Darwina. To vedlo Tuomase Holopainena jako hlavní motiv při tvorbě nového alba Nightwish. Jako hlavní motiv posloužil slavný Darwinův citát z roku 1859 z velmi vlivné knihy – O původu druhů. Z ní pochází citace "Nekonečné nejkrásnější formy" (odtud název alba), kde Darwin jasně a výstižně popsal vývoj z jedné buňky po ostatní organismy. Příslušnou pasáž namluvil evoluční biolog Richard Dawkins. Podle Tuomase Holopainena byla rozhodující pro vývoj alba skladba "Élan", jinak též citát Walta Whitmana.

## Seznam skladeb
| Pořadí         | Název                        | Délka |
| -------------- | ---------------------------- | ----- |
| 1.             | Shudder Before the Beautiful | 6:29  |
| 2.             | Weak Fantasy                 | 5:23  |
| 3.             | Élan                         | 4:45  |
| 4.             | Yours Is an Empty Hope       | 5:34  |
| 5.             | Our Decades in the Sun       | 6:37  |
| 6.             | My Walden                    | 4:38  |
| 7.             | Endless Forms Most Beautiful | 5:07  |
| 8.             | Edema Ruh                    | 5:15  |
| 9.             | Alpenglow                    | 4:45  |
| 10.            | The Eyes of Sharbat Gula     | 6:03  |
| 11.            | The Greatest Show on Earth   | 24:00 |
| Celková délka: | Celková délka:               | 78:36 |

## Obsazení
Nightwish
- Floor Jansen – hlavní vokály
- Marco Hietala – hlavní vokály, baskytara
- Emppu Vuorinen – kytara
- Tuomas Holopainen – klávesy, klavír
- Troy Donockley – irské dudy, irská píšťalka, doprovodné vokály

Ostatní hudebníci
- Kai Hahto – bicí
- Richard Dawkins – mluvené slovo
- Pip Williams – orchestrální aranže
- James Shearman – dirigování
- Metro Voices – sborový zpěv